# Sanson (ciclismo 1969)
La Sanson era una squadra maschile italiana di ciclismo su strada. Fu attiva nel professionismo solo nel 1969, sotto la direzione di Vendramino Bariviera, ma seppe cogliere vari risultati di prestigio, fra i quali si ricordano la classifica finale della Tirreno-Adriatico e la tappa del Giro d'Italia con arrivo a Campitello Matese con Carlo Chiappano, il quarto posto nella classifica generale della Corsa rosa con Silvano Schiavon, oltre al Giro dell'Emilia con Gianni Motta.

## Cronistoria

### Annuario
| Anno | Codice | Nome   | Cat. | Biciclette | Dirigenza                           |
| ---- | ------ | ------ | ---- | ---------- | ----------------------------------- |
| 1969 | -      | Sanson | Pro  | De Rosa    | Dir. sportivi: Vendramino Bariviera |

## Palmarès

### Grandi Giri
- Giro d'Italia

Partecipazioni: 1 (1969)
Vittorie di tappa: 1
1969: 1 (Carlo Chiappano)
Vittorie finali: 0
Altre classifiche: 0
- Tour de France

Partecipazioni: 0
- Vuelta a España

Partecipazioni: 0

## Organico

### Rosa 1969
|  | Naz.              |  | Sportivo           | Anno |  |  |
|  | ----------------- |  | ------------------ | ---- |  |  |
|  | Italia (bandiera) |  | Pietro Campagnari  | 1941 |  |  |
|  | Italia (bandiera) |  | Carlo Chiappano    | 1941 |  |  |
|  | Italia (bandiera) |  | Matteo Cravero     | 1942 |  |  |
|  | Italia (bandiera) |  | Ottavio Crepaldi   | 1945 |  |  |
|  | Italia (bandiera) |  | Giuseppe Fezzardi  | 1939 |  |  |
|  | Italia (bandiera) |  | Giampiero Macchi   | 1941 |  |  |
|  | Italia (bandiera) |  | Vittorio Marcelli  | 1944 |  |  |
|  | Italia (bandiera) |  | Franco Mori        | 1944 |  |  |
|  | Italia (bandiera) |  | Gianni Motta       | 1943 |  |  |
|  | Italia (bandiera) |  | Attilio Rota       | 1945 |  |  |
|  | Italia (bandiera) |  | Silvano Schiavon   | 1942 |  |  |
|  | Italia (bandiera) |  | Remo Stefanoni     | 1940 |  |  |
|  | Italia (bandiera) |  | Celestino Vercelli | 1946 |  |  |